# Las Hies
Las Hies est un affluent gauche du gave de Pau, en aval de Pau, entre le Neez et la Juscle.

## Étymologie
Las Hies (Las Ies, Las Iees, Las Yees, Las Yas, Las Hiias, Les Hiès) n'est pas un hydronyme authentique mais le nom d'un lieu-dit de Gan emprunté par la rivière et qui signale un 'étranglement de la vallée'. Utilisé au pluriel, le mot gascon hie(s) dérive du latin fines 'limites', 'point de contrôle', à l'origine de noms de lieux comme Hiis ou Hinx.

## Histoire
Des vestiges d'une villa romaine de 166 m² équipée de thermes ont été mis au jour au quartier Las Hies en 1958,. Dans les bains de la villa de Las Hies à Jurançon, une salle de 12,90 m2 était chauffée et remplissait la même fonction que la précédente. La salle du bain froid était deux fois plus vaste que le tepidarium et le caldarium réunis, dénotant sans doute une utilisation pour des exercices physiques.

## Géographie
La rivière de Las Hies naît sur les hauteurs de Gan, au sud de la ville, puis s'écoule vers le nord pour rejoindre le gave à Laroin en aval de Pau. Sa vallée supérieure supporte la liaison routière Pau-Oloron-Sainte-Marie (N134).

## Département et communes traversés
Pyrénées-Atlantiques : Gan, Jurançon, Saint-Faust et Laroin.

## Principaux affluents
- (D) l'Arribéu, 8 km, à Laroin, de Gan